# Saint-Jean-de-Folleville
Saint-Jean-de-Folleville – miejscowość i gmina we Francji, w regionie Normandia, w departamencie Sekwana Nadmorska. Przez miejscowość przepływa Sekwana. 
Według danych na rok 1990 gminę zamieszkiwało 731 osób, a gęstość zaludnienia wynosiła 53 osoby/km² (wśród 1421 gmin Górnej Normandii Saint-Jean-de-Folleville plasuje się na 327. miejscu pod względem liczby ludności, natomiast pod względem powierzchni na miejscu 180.).